# 포르테차 다 바소

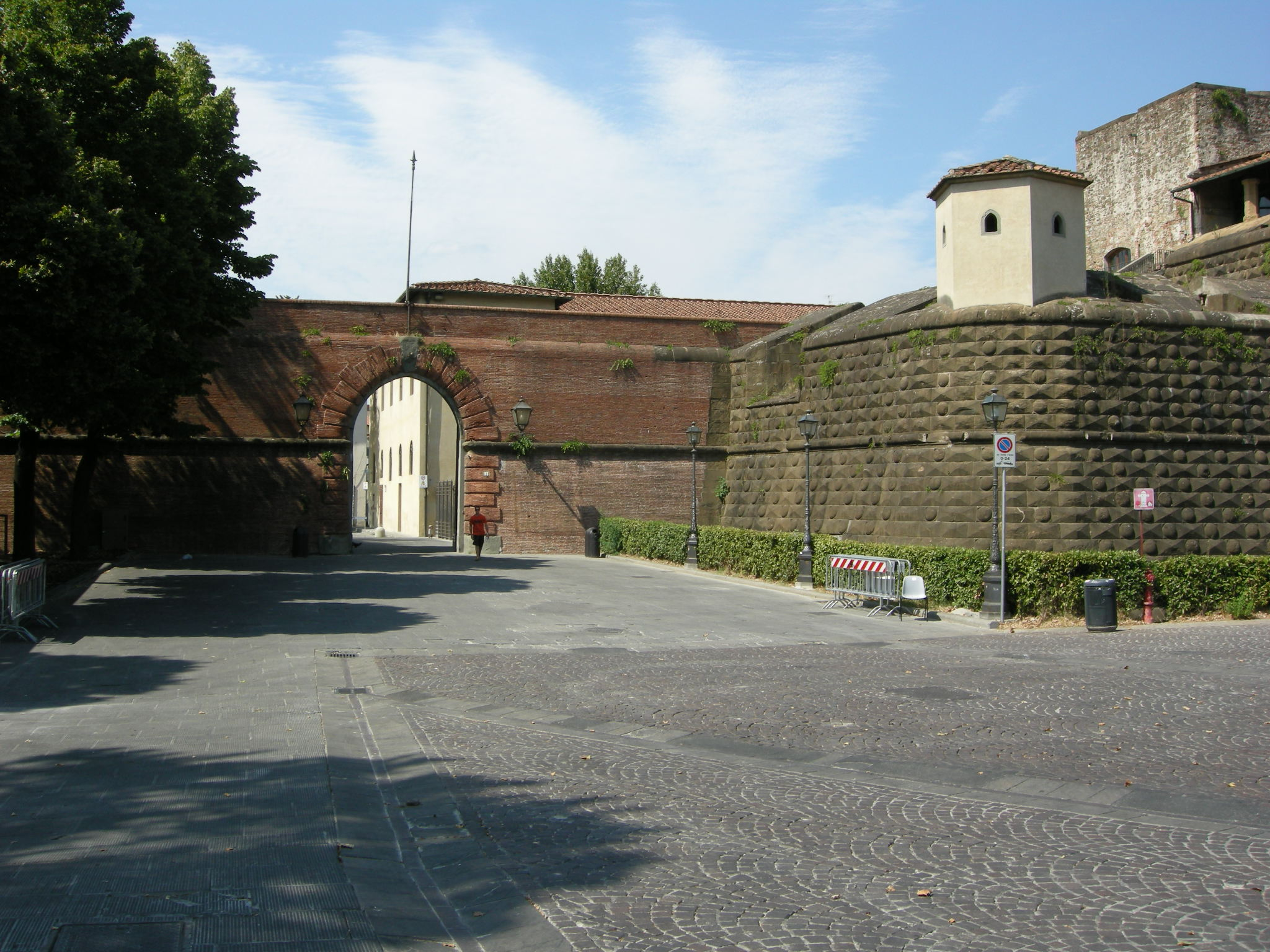
요새 입구

포르테차 다 바소(Fortezza da Basso)는 피렌체의 14세기 성벽에 추가된 요새이다. 공식 명칭은 성 세례자 요한 요새 (포르테차 디 산 조반니 바티스타)이다. 오늘날에는 여러 컨퍼러스, 콘서트, 그리고 피티 이메진 같은 국내 및 국제 전시회가 열리는 장소이다. 총 범위는 100,000 제곱미터이다.

## 건설
포르테차 다 바소는 소 안토니오 다 상갈로가 '모로'라는 별칭으로도 불리던 알레산드로 데 메디치 피렌체 공작을 위해 설계하여 1534년과 1537년 사이에 건설됐다. 피렌체에서 가장 큰 역사 기념물이다.

## 사진

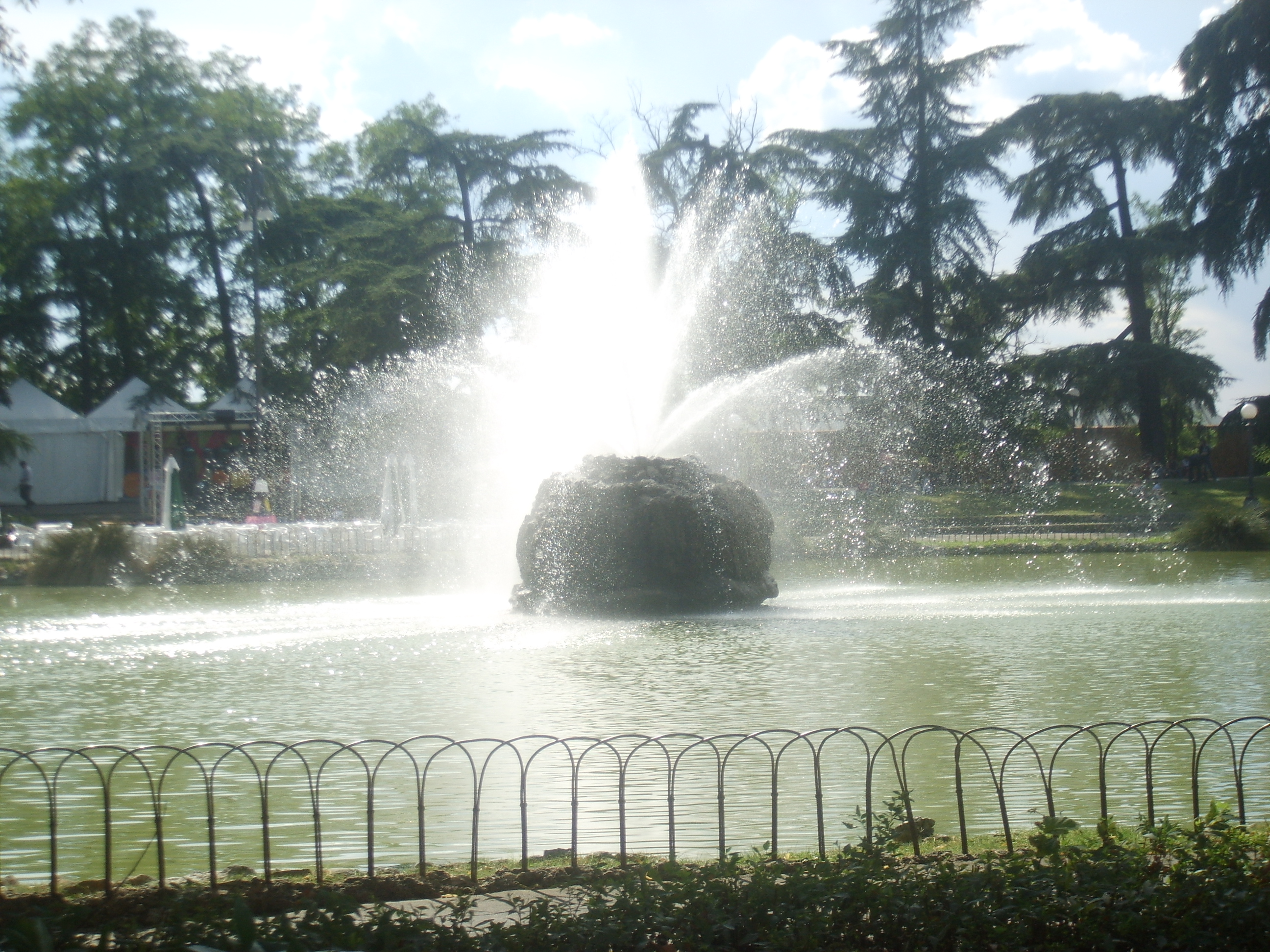